# Казімеж Адах
Казімеж Адах (пол. Kazimierz Adach; 9 травня 1957) — польський боксер, призер Олімпійських ігор.

## Аматорська кар'єра
На Олімпійських іграх 1980 завоював бронзову медаль.
- У 1/16 фіналу переміг Боунфісіт Сонгкампхоу (Лаос) — RSC
- У 1/8 фіналу переміг Омарі Голая (Танзанія) — 5-0
- У чвертьфіналі переміг Флоріана Лівадару (Румунія) — RSC
- У півфіналі програв Анхелю Еррера Вера (Куба) — 0-5

Двічі програв румунському боксеру Віорелу Іоана: на чемпіонаті Європи 1981 — в першому бою, а на чемпіонаті світу 1982 — в другому.